# Stallarholmen
Stallarholmen är en halvö och tätort i Strängnäs kommun i Södermanlands län med anor från 1500- eller 1600-talet.

## Historia
Stallarholmen ligger vid Mälaren och är delvis beläget på fastlandet och delvis på Selaön som är Sveriges största insjö-ö. Ön och fastlandet binds samman genom en bro som kom till i mitten av 1900-talet. Namnet Stallarholmen har med stall och holme att göra. En artikel i Strengnes tidning från 1927 beskriver att ordet holme syftar på ett näs som skjuter ut från fastlandet. Det finns en teori till hur namnet kommit till. När Karl XI gjorde sina färder till Kungsör, fanns på den här holmen ett stall där hästarna för kungsskjutsarna byttes. Under somrarna reste kungen andra vägar, men vintertid när färden gick över isarna var den här holmen en bekväm anhalt. Karl XI var kung 1660–1697, så den tid det rör sig om är alltså slutet av 1600-talet. Dock finns namnet belagt långt tidigare, i brev av Gustav Vasa från 1540- och 1550-talen, varför åtminstone dateringen av namnets uppkomst inte är hållbar.
Marken runt Stallarholmen, både på fastlandet och Selaön, består till stor del av lera vilket gjort att det i alla tider funnits ett flertal tegelbruk runt om fram till slutet av 1970-talet. På ön har det funnits tegelbruk bland annat i Näsby (Tegeltorp), Fiskarudden, Valla, Husby samt ett flertal andra platser. På fastlandet fanns det tegelbruk i bland annat Sundby och Räfsnäs. Alla bruk är numer nedlagda och rivna förutom Husby tegelbruk, som var det största och vars byggnader fortfarande finns kvar, men lokalerna är uthyrda till flera mindre företag samt en marina.
Förutom tegelbruken har industrin i Stallarholmen inkluderat ett grammofonpresseri, kretskortsetsning (Comtryck), säng- och madrassfabrik och presenningsfabrik.
Stallarholmen med omnejd har 25 olika runstensmonument, varav de flesta på Selaön. Dessa efterlämningar är också flest i Södermanland.

### Befolkningsutveckling
| Befolkningsutvecklingen i Stallarholmen 1950–2020 | Befolkningsutvecklingen i Stallarholmen 1950–2020 | Befolkningsutvecklingen i Stallarholmen 1950–2020 | Befolkningsutvecklingen i Stallarholmen 1950–2020 | Befolkningsutvecklingen i Stallarholmen 1950–2020 |
| ------------------------------------------------- | ------------------------------------------------- | ------------------------------------------------- | ------------------------------------------------- | ------------------------------------------------- |
|                                                   |                                                   |                                                   |                                                   |                                                   |
| År                                                |                                                   |                                                   | Folkmängd                                         | Areal (ha)                                        |
| 1950                                              | 1950                                              |                                                   | 795                                               |                                                   |
| 1960                                              | 1960                                              |                                                   | 761                                               |                                                   |
| 1965                                              | 1965                                              |                                                   | 946                                               |                                                   |
| 1970                                              | 1970                                              |                                                   | 1 098                                             |                                                   |
| 1975                                              | 1975                                              |                                                   | 1 196                                             |                                                   |
| 1980                                              | 1980                                              |                                                   | 1 219                                             |                                                   |
| 1990                                              | 1990                                              |                                                   | 1 307                                             | 160                                               |
| 1995                                              | 1995                                              |                                                   | 1 394                                             | 164                                               |
| 2000                                              | 2000                                              |                                                   | 1 400                                             | 164                                               |
| 2005                                              | 2005                                              |                                                   | 1 487                                             | 168                                               |
| 2010                                              | 2010                                              |                                                   | 1 623                                             | 195                                               |
| 2015                                              | 2015                                              |                                                   | 1 671                                             | 222                                               |
| 2020                                              | 2020                                              |                                                   | 1 864                                             | 219                                               |
| Anm.: En del av tätorten Tuna bröts ut 2015       |                                                   |                                                   |                                                   |                                                   |

## Evenemang
Vikingafestivalen i Stallarholmen äger sedan starten 2003 årligen rum på Selaön den första helgen i juli. Utöver vikingafestivalen anordnas flera övriga årliga evenemang såsom Korv & Brödfestivalen och Stallarholmens superloppis.

## Näringsliv
På orten finns omkring 400 företag registrerade (läst 2020).

## Föreningsliv
På orten finns ett flertal föreningar, till exempel Stallarholmens Sportklubb (SSK). Säsongen 2021–2022 nådde herrlaget  i futsal (efter en sammanslagning med Strängnäs FC) kvartsfinal i Svenska Futsalligan. 

## Utbildning
- Stallarholmsskolan (grundskola, F-6)[10]